# Hiéroglyphe égyptien D27A
Le grand sein, en hiéroglyphes égyptiens, est classifié dans la section D « Parties du corps humain » de la liste de Gardiner ; il y est noté D27A.

## Représentation
Il représente un sein mais plus grand que D27.

## Utilisation
| D27 |

| D27 |

C'est un déterminatif du champ lexical de l'allaitement.

## Exemples de mots
| mn · n · a | D27A |

| mn · n · a | D27A |

| mn · n | a · t | D27A | E1 |

| mn · n | a · t | D27A | E1 |

| z · X | r | D27A |

| z · X | r | D27A |